# 藏药木属
藏药木属（学名：Hyptianthera）是茜草科下的一个属，为灌木或小乔木植物。该属共有2种，分布于印度至越南。